# Milhã
Milhã är en kommun i Brasilien.   Den ligger i delstaten Ceará, i den östra delen av landet, 1 500 km nordost om huvudstaden Brasília. Antalet invånare är 13 078.
Omgivningarna runt Milhã är huvudsakligen savann. Runt Milhã är det ganska glesbefolkat, med 24 invånare per kvadratkilometer.